# جوزيف بورغ
جوزيف بورغ (بالإنجليزية: Joseph Borg)‏ هو محامي أمريكي، ولد في 1951 في نيويورك في الولايات المتحدة.